# Le Courrier du pays de Retz
Le Courrier du pays de Retz est un journal hebdomadaire régional d'information créé en 1844 et diffusé le vendredi dans le pays de Retz, en Loire-Atlantique.

## Histoire
Le premier numéro de L’Écho de Paimbœuf, un journal hebdomadaire d’annonces littéraires et maritimes, paraît en 1844 à Paimbœuf, alors sous-préfecture de Loire-Inférieure. Inspiré par une bourgeoisie de commerce et d’armateurs, imprimé sur place, ce titre va élargir sa zone de diffusion en même temps que décline la ville qui l’a vu naître. Composé longtemps d’un simple feuillet recto-verso, le journal va affirmer son ancrage local et devenir progressivement l’organe d’expression de tout le pays de Retz. Détenu par un petit groupe familial, il cessera de paraître en août 1944 à peu près au moment où Paimbœuf est tombé dans la Poche de Saint-Nazaire,.
La parution reprendra à partir de 1946 sous le nom : Le Courrier de Paimbœuf. Le journal s’étoffe, s’appuie sur un réseau de correspondants locaux, introduit la photographie et, en 1970, recrute sa première équipe de journalistes et de commerciaux. En 1996, le titre est racheté par le groupe France-Antilles (renommé depuis groupe Hersant Média). Il est rebaptisé Le Courrier du pays de Retz et quitte son berceau historique pour s’installer à Pornic, devenue la première ville du pays de Retz.
En 2008, l'hebdomadaire est racheté par le groupe de presse Publihebdos, filiale du groupe SIPA - Ouest-France, avec une quinzaine d'autres titres du groupe Hersant Média parmi lesquels L'Écho de la presqu'île (Guérande), L'Éclaireur (Châteaubriant) ou encore Le Journal de Vitré (Vitré).

## Diffusion
Le Courrier du pays de Retz paraît le vendredi. Il est diffusé dans l'ensemble des cantons du pays éponyme (Bouaye, Bourgneuf-en-Retz, Le Pellerin, Legé, Machecoul, Paimbœuf, Pornic, Saint-Père-en-Retz  et Saint-Philbert-de-Grand-Lieu), certains cantons du pays de Nantes (Nantes, Rezé, Saint-Herblain), celui de Saint-Nazaire dans le pays de Guérande plus la commune de Geneston située dans le  pays du Vignoble nantais.